# Kontra (powieść)
Kontra – powieść faktograficzna Józefa Mackiewicza o Kozakach dońskich, obywatelach ZSRR i emigrantach politycznych, którzy w czasie II wojny światowej walczyli po stronie niemieckiej przeciwko Armii Czerwonej, a później na podstawie układu jałtańskiego zostali podstępnie rozbrojeni i im (Sowietom) wydani przez aliantów nad rzeką Drawą w Austrii w 1945 roku.
Powieść została wydana po raz pierwszy przez „Instytut Literacki” w Paryżu w 1957 roku (inne źródła podają błędnie, iż stało się to w londyńskim Wydawnictwie „Kontra” Niny Karsov-Szechter).
Wydania polskie:
- 1981 – Wydawnictwo „Głos” (drugi obieg) – książka wydana w trzech częściach – część trzecia pod tytułem „Azjaci”;
- 1981 – Wydawnictwo „Zbliżenia” (drugi obieg);
- 1983 – Wydawnictwo „Kontra” w Londynie;
- 1986 – Oficyna Wydawnicza „Reduta” (drugi obieg);
- 1987 – Wydawnictwo „X” (drugi obieg);
- 1987 – Wydawnictwo Klubów Myśli Politycznej „Baza” (drugi obieg);
- 1988 – Wydawnictwo „Kontra” w Londynie;
- 1988 – Wydawnictwo „Wers” (drugi obieg);
- 1989 – Wydawnictwo „Baza” – Tom 6 Utworów Zebranych
- 1993 – Wydawnictwo „Kontra” w Londynie (w ramach Dzieł Zebranych – tom III)
- 2009 – Wydawnictwo „Kontra” w Londynie

Wydania zagraniczne:
- 1957 – „Die Tragödie an der Drau: Die verratene Freiheit”, Wydawnictwo „Bergstadtverlag”, Monachium, edycja niemiecka
- 1988 – „Die Tragödie an der Drau: Die verratene Freiheit”, Wydawnictwo „Universitas Verlag”, Monachium, edycja niemiecka
- 1992 – „Die Tragödie an der Drau: Die verratene Freiheit”, Frankfurt nad Menem, edycja niemiecka